# Cantó de Niça-7
El cantó de Niça-7 és un cantó francès del departament dels Alps Marítims, situat al districte de Niça. Compta amb part del municipi de Niça.

## Municipis
- Niça (barris de Valrosa, Brancolar, Gairaud i Rimiés)

## Història
| Data d'elecció                           | Identitat             | Partit                     | Qualitat |
| ---------------------------------------- | --------------------- | -------------------------- | -------- |
| 1973-1988                                | René Pietruschi       | Divers droite, després RPR |          |
| 1988-1996                                | Michel Falicon        | RPR                        |          |
| 1996-2004                                | Jean Massena          | RPR, després UMP           |          |
| 2004-2005                                | Jean Hanot            | UMP                        |          |
| 2005-                                    | Dominique Boy-Mottard | PS, després PRG            |          |
| les dades anteriors no són pas conegudes |                       |                            |          |
|                                          |                       |                            |          |

| 1962 | 1968 | 1975 | 1982 | 1990 | 1999   | 2007   |
| ---- | ---- | ---- | ---- | ---- | ------ | ------ |
| -    | -    | -    | -    | -    | 22.024 | 21.736 |